# اوبرن‌کیرشن
شهر اوبرن‌کیرشن (به آلمانی: Obernkirchen) در ایالت نیدرزاکسن در کشور آلمان واقع شده‌است.